# ۸۱۹ (میلادی)

## رویدادها
- زمین‌لرزه بلخ- طالقان. در ذیحجه ۲۰۳ زمین لرزه فاجعه باری در خاور خراسان روی داد که یک چهارم شهر بلخ و مسجد جامع آن را ویران کرد. محل‌های دیگری که به شدت آسیب دید شهرهای فاریاب(‌دولت آباد) و طالقان ( قلعه ولی ) و مناطق جوزجان در باختر و تخارستان در خاور بود. لرزه در مرو و ماوراء النهر نیز حس شد. در نتیجه زمین لرزه سطح آب زیر زمینی بسیار بالا آمد و بیابان سدره بین شبرغان و بلخ را آب فرا گرفت و آنرا به سرزمینی حاصلخیز بدل کرد. پسلرزه‌ها زمان درازی ادامه داشت.